# راچیانژک
راچیانژک (به لهستانی:  Raciążek) یک روستا در لهستان است که در گمینا راچیانژک واقع شده‌است. راچیانژک ۱٬۶۰۱ نفر جمعیت دارد و ۸۰ متر بالاتر از سطح دریا واقع شده‌است.